# Администрация по переселению
Администрация по переселению (также Управление переселения; англ. Resettlement Administration, RA) — американское федеральное агентство, созданное в период Нового курса Франклина Рузвельта, в мае 1935 года; занималось переселением городских и сельских семей, наиболее пострадавших от Великой депрессии, в искусственные сообщества — города, спланированные и построенные федеральным правительством США. Инициатором проекта и главой администрации был экономист, профессор Рексфорд Тагвелл. В сентябре 1937 года проект был закрыт — его заменила Администрация по защите фермерских хозяйств (FSA).